# Lijst van voetbalinterlands Barbados - Panama (vrouwen)
Deze lijst van voetbalinterlands is een overzicht van alle officiële voetbalinterlands tussen de nationale vrouwenteams van Barbados en Panama. De landen hebben tot nu toe één keer tegen elkaar gespeeld.

## Wedstrijden
| № | Plaats      | Datum            | Competitie                                | Wedstrijd         | Uitslag |
| - | ----------- | ---------------- | ----------------------------------------- | ----------------- | ------- |
| 1 | Panama-Stad | 17 februari 2022 | CONCACAF W Championship 2022 kwalificatie | Panama − Barbados | 5 − 0   |

## Samenvatting
| Competitie                           | Totaal gespeeld | Winst Barbados | Gelijk | Winst Panama | Doelsaldo Barbados – Panama |
| ------------------------------------ | --------------- | -------------- | ------ | ------------ | --------------------------- |
| CONCACAF W Championship kwalificatie | 1               | 0              | 0      | 1            | 0 − 5                       |
| Totaal                               | 1               | 0              | 0      | 1            | 0 − 5                       |